# Declino
I Declino sono stati un gruppo musicale hardcore punk italiano nato a Torino nei primi anni ottanta. Assieme a gruppi come Blue Vomit, Nerorgasmo, Negazione, Indigesti, Peggio Punx e altri, hanno costituito la base della scena hardcore punk torinese e piemontese dell'epoca, e con band come gli Impact, i Raw Power e i Wretched, parte della scena hardcore punk italiana. Tale scena fu definita da fanzine e riviste come Maximumrocknroll Italian hardcore.

## Storia del gruppo

### Genesi e formazione
I Declino nascono nel 1982 a Torino. La primissima formazione vedeva "Lia" alla voce, sostituita poi dall'ex membro dei Wargasm Sandro "Sandr'opp" Bramardi, assieme a Max Occhiena alla chitarra (ex Wargasm), Silvio "Tato" Bernelli al basso elettrico e Kabullo alla batteria, anche lui presto sostituito dall'ex 5° Braccio Orlando Furioso.
Nel 1983 esordiscono con l'EP su 7" dall'omonimo titolo, contenente 6 tracce e edito dall'etichetta Contro Produzioni Records. Il tour che seguì il disco non impedì a Orlando Furioso di entrare a far parte degli allora nascenti Negazione.

### Collaborazione con Negazione
Nel 1984 fu segnato da un nuovo cambio di formazione che vide l'ingresso di Roberto "Tax" Farano, membro anch'egli dei Negazione ed ex chitarrista dei 5° Braccio, alla batteria e Marzio "Mungo V.R." Bertotti alla chitarra. Con questa formazione producono con i Negazione lo split Mucchio selvaggio su cassetta edito con la collaborazione di Ossa Rotte Tapes e Disforia Tapes. La cassetta, che fu stampata su LP due anni dopo dalla Children Of The Revolution Records, sancì inoltre una proficua collaborazione live che vide i due gruppi suonare sui palchi di Danimarca, Paesi Bassi e Germania.
Nello stesso anno vengono poi invitati dalla statunitense R Radical Records di Dave Dictor dei MDC a partecipare al doppio album compilation International P.E.A.C.E. Benefit Compilation, che vedeva fra gli altri band come Crass, D.O.A., Dirty Rotten Imbeciles, Septic Death, Conflict, Reagan Youth, White Lies, Subhumans, Dead Kennedys, Butthole Surfers, ma anche altri gruppi della scena italiana come Negazione, Peggio Punx, Wretched, Contrazione, Impact, Cheetah Chrome Motherfuckers e RAF Punk. La compilation uscì in collaborazione con la fanzine di San Francisco a distribuzione internazionale Maximumrocknroll, che mensilmente teneva una rubrica sulla scena hardcore punk italiana.
Il gruppo si scioglie all'inizio del 1985 dopo un secondo tour europeo con i Negazione, a causa di dissidi interni.

### Il dopo Declino
L'album Eresia esce nel 1985 postumo.
Il bassista Silvio "Tato" Bernelli si unirà agli Indigesti.
Lo stesso Bernelli ha pubblicato nel 2003 il romanzo autobiografico I ragazzi del Mucchio nel quale racconta la sua esperienza di musicista hardcore con Declino e Indigesti e rievoca gli anni della sua gioventù, provando a spiegare al lettore cosa volesse dire suonare in una band totalmente indipendente e avulsa dalle leggi del mercato discografico.
Nel 2003 la SOA Records assieme alla Agipunk pubblicano una raccolta di brani dei Declino dal titolo 1982-85: come una promessa.

## Formazione
- Sandro "Sandr'opp" Bramardi - voce
- Marzio "Mungo V.R." Bertotti - chitarra
- Silvio "Tato" Bernelli - basso
- Roberto "Tax" Farano - batteria
- (Roberto "Kabullo" - batteria)
- (Max Occhiena - chitarra)
- (Orlando Furioso - batteria)

## Discografia

### Album in studio
- 1983 - Controproduzioni (EP) (Contro Produzioni Records)
- 1984 - Eresia (Belfagor Records)[3]
- 2004 - 1982-85: come una promessa, (CD, Soa Records) (LP, Agipunk)[4]

### Split album
- 1984 - Mucchio selvaggio, con i Negazione (uscito su cassetta e poi ristampato nel 1986 per la Children Of The Revolution Records)[5]

### Compilazioni
- 1983 - Torino 198x (Cassetta, Disforia Tapes)
- 1984 - International P.E.A.C.E. Benefit Compilation (2xLP, R Radical Records)
- 1994 - Prima Della Seconda Repubblica (Cassetta, Provincia Attiva)
- 1995 - Rovina Hardcore - Live 1981-1985 (Cassetta, Provincia Attiva)
- 1996 - No One Can Decide For You (The Furious Years Of Italian Hardcore-Punk In 7 Inches) (CD, Antichrist Dionysus)
- 1997 - All'Ombra Della Mole - Torino 1982 / 85 (Cassetta)
- 2005 - Punk In Italia (CD)

### Documentari
- Italian Punk Hardcore: 1980-1989 di Angelo Bitonto, Giorgio S. Senesi e Roberto Sivilia (2015)